# Hikmet Sami Türk
Hikmet Sami Türk (* 1935 in Of) ist ein türkischer Rechtswissenschaftler, Politiker (DSP) und ehemaliger Justizminister.

## Leben
Nach dem Studium (bis 1958) an der Universität Istanbul promovierte er 1964 zum Thema „Die Umwandlung der Handelsgesellschaften – Eine vergleichende Untersuchung nach dem deutschen und türkischen Recht“ an der Universität zu Köln. 1967 nahm er seine Lehrtätigkeit an der Universität Ankara auf, erlangte dort 1977 den akademischen Grad „doçent“ und habilitierte sich im Jahr 1988.
Von 1995 bis 2002 gehörte er für die Provinz Trabzon der Großen Nationalversammlung an. Im Kabinett Yılmaz III (30. Juni 1997–11. Januar 1999) war er der für Menschenrechte zuständige Staatsminister. Im Kabinett Ecevit IV wurde er Verteidigungsminister und war vom 28. Mai 1999 bis zum 5. August 2002 Justizminister der Republik Türkei.
Seit 2005 ist er Inhaber des Lehrstuhls für Verfassungsrecht, Handelsrecht, Wettbewerbsrecht und Seehandelsrecht an der Bilkent-Universität in Ankara.